# Probezzia flavonigra
Probezzia flavonigra är en tvåvingeart som först beskrevs av Daniel William Coquillett 1905.  Probezzia flavonigra ingår i släktet Probezzia och familjen svidknott. Inga underarter finns listade i Catalogue of Life.